# Rutstroemiaceae
Rutstroemiaceae is een grote familie van de Leotiomycetes, behorend tot de orde van Helotiales. De familie telt heeft acht geslachten en ruim 200 soorten. 

## Taxonomie
De familie Rutstroemiaceae bestaat uit de volgende geslachten:
- Bicornispora (2)
- Dencoeliopsis (2)
- Lambertella (72)
- Lanzia (45)
- Neometulocladosporiella (2)
- Rutstroemia (79)
- Torrendiella (3)
- Zoellneria (3)